# Golden Girl
Golden Girl (bra A Bela Carlota) é um filme norte-americano de 1950, do gênero drama romântico-biográfico-musical, dirigido por Lloyd Bacon e estrelado por Mitzi Gaynor e Dale Robertson.
Golden Girl pretende ser a biografia de Lotta Crabtree, estrela de musicais cômicos dos tempos da Guerra Civil Americana, porém  "o roteiro está mais recheado de ficção do que fatos". A canção "Never", de Lionel Newman e Eliot Daniel, interpretada por Dennis Day, foi indicada ao Oscar.

## Sinopse
Jogador John Crabtree perde a casa e vai para a Califórnia com a filha Lotta, na época da Corrida do Ouro, e enfrentam índios e outros perigos. Durante a Guerra de Secessão, enquanto entretém os mineiros com sua bela voz, Lotta apaixona-se por Tom Richmond, espião Confederado. Tom rouba um carregamento de ouro confiado a ela pelo governo, mas, apesar disso, Lotta continua a amá-lo. Ela acaba por conquistar São Francisco e quando de sua estreia em Nova Iorque, Tom está a sua espera.

## Prêmios e indicações
| Prêmio     | Categoria              | Resultado                             | Situação |
| ---------- | ---------------------- | ------------------------------------- | -------- |
| Oscar 1952 | Melhor canção original | Lionel Newman, Eliot Daniel ("Never") | Indicado |

## Elenco
| Ator/Atriz       | Personagem        |
| ---------------- | ----------------- |
| Mitzi Gaynor     | Lotta Crabtree    |
| Dale Robertson   | Tom Richmond      |
| Dennis Day       | Mart Taylor       |
| James Barton     | John Crabtree     |
| Una Merkel       | Mary Ann Crabtree |
| Raymond Walburn  | Cornelius         |
| Gene Sheldon     | Sam Jordan        |
| Carmen D'Antonio | Lola Montez       |